# Binmaley

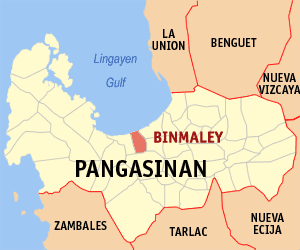
Binmaleys läge i Pangasinan.

Binmaley är en kommun i Filippinerna och ligger i provinsen Pangasinan, Ilocosregionen. Den hade 76 214 invånare vid folkräkningen 2007. Kommunen är indelad i 33 smådistrikt, barangayer, varav 15 är klassificerade som urbana.